# Idaea delosticta
Idaea delosticta är en fjärilsart som beskrevs av Turner 1922. Idaea delosticta ingår i släktet Idaea och familjen mätare. Inga underarter finns listade i Catalogue of Life.